# Ancharcha ombromorpha
Ancharcha ombromorpha är en fjärilsart som beskrevs av Edward Meyrick 1920. Ancharcha ombromorpha ingår i släktet Ancharcha och familjen praktmalar, Oecophoridae. Inga underarter finns listade i Catalogue of Life.